# Machinerie (cinéma)
Pour les articles homonymes, voir Machinerie.

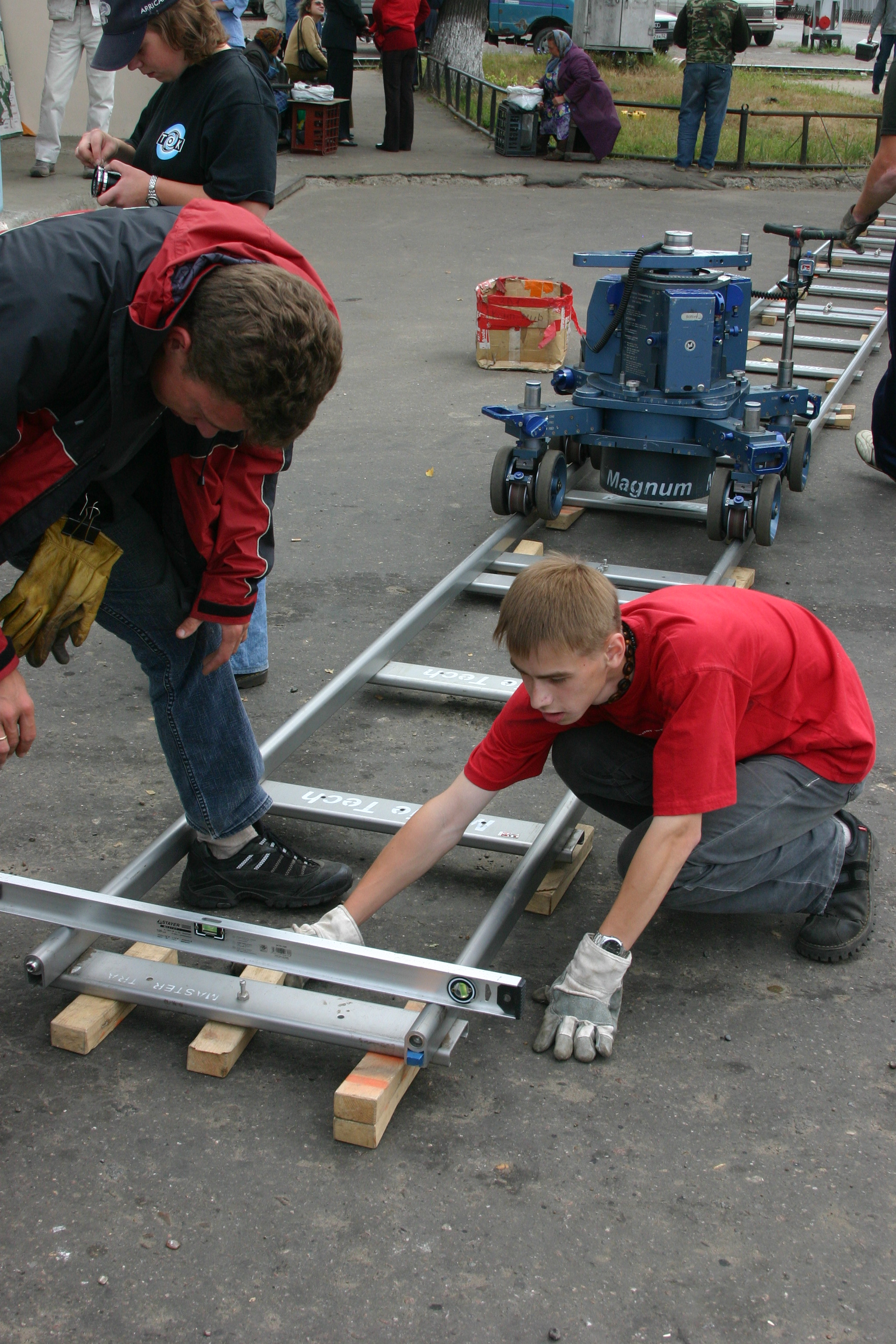
Machinistes installant les rails de travelling pour une dolly.

Au cinéma et à la télévision, la machinerie est le domaine relatif aux installations et accroches de caméra, à l'exécution des travellings, aux constructions temporaires, et à la sécurité de toutes les personnes présentes sur le plateau.
La machinerie demande de bonnes compétences en mécanique, et dans le travail du bois et du métal, pour construire à chaque tournage des installations temporaires adaptées aux contraintes de certains plans inhabituels.

## Métier
Les métiers de la machinerie sont :
- Chef machiniste, chargé de la direction de toute l'équipe.
- Machiniste. Généralement une équipe comprend un ou deux machinistes.
- Renfort machiniste. Ce sont des machinistes qui travaillent en amont du tournage, pour préparer le plateau où seront tournés un ou plusieurs plans, en installant les infrastructures les plus lourdes (chemin de travelling, échafaudage, borniol).

L'équipe machinerie est placée sous la supervision du chef opérateur (directeur de la photographie), et collabore très étroitement avec le cadreur (caméraman) et le chef électro.

## Équipement et responsabilités

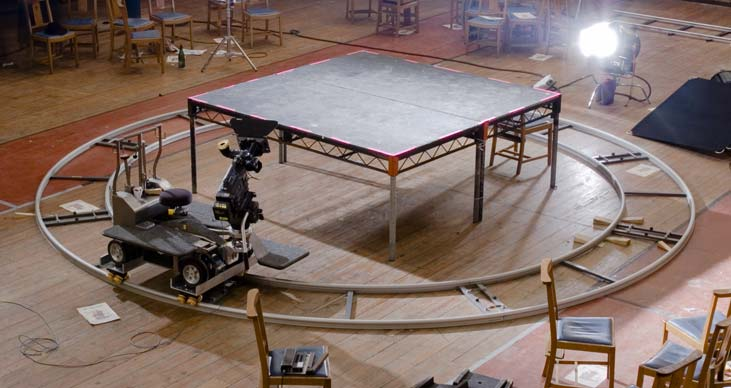
Un travelling à 360°

Le chef machiniste amène sur le plateau ce qu'il nomme familièrement en français sa bijoute, c'est-à-dire son propre matériel de travail, ce qui peut aller jusqu'à remplir un camion. Dans sa bijoute on trouve des borniols, des cubes de différentes hauteurs (des cubes en bois pour surélever des éléments de décor), des cales pour mettre à niveau les travellings, des presses, des pinces... et tout ce qu'il faut pour accrocher ou protéger le matériel.
Son rôle est d'abord de mettre en place le pied de caméra, voire d'y installer la caméra si l'équipe image n'y suffit pas. C'est lui qui a la responsabilité de mettre en place les dollies, les rails de travelling et éventuellement les chemins de placos destinés à permettre les mouvements de caméra en pleine nature. Il doit s'assurer du bon calage des rails, de leur mise à niveau pour que le mouvement du travelling soit fluide et le chariot facile à pousser. Le montage d'une grue, sa manipulation en toute sécurité pour le cadreur, sont aussi de son ressort. L'équipe de machinerie est responsable de la réalisation des mouvements de grue qui nécessitent de contrôler en même temps le déplacement des contrepoids et de la flèche. Si le mouvement d'élévation ou de descente de la caméra est doublé d'un travelling, sa réalisation demande un renfort de plusieurs machinistes.
Le chef machiniste peut être amené à mettre en œuvre des systèmes d'accroche variés, renforcés par des sangles, pour placer la caméra dans des positions inhabituelles où les pieds ne peuvent être utilisés (accroches sur des voitures, au ras du sol, etc).
Il peut aussi avoir à faire construire des tours d'échafaudage provisoire, appelées praticables pour y hisser la caméra ou des projecteurs d'éclairage, ou pour tendre des borniols afin d'occulter la lumière ou purifier le son.